# Pécsi-víz
Pécsi-víz är ett vattendrag i Ungern. Det ligger i den sydvästra delen av landet, 200 km söder om huvudstaden Budapest.